# Jurançon
Jurançon (en occitano Juranson) es una comuna francesa, situada en el departamento de los Pirineos Atlánticos y la región de Aquitania.

## Geografía
Las tierras de la comuna son regadas por el Néez y Las-Hies afluentes del Gave de Pau.

## Demografía
| 1 647 | 1 621 | 1 476 | 1 828 | 2 144 | 2 186 | 2 124 | 2 578 | 2 591 | 2 106 | 2 207 | 2 413 | 2 546 | 2 503 | 2 614 | 2 641 | 2 800 | 2 907 | 2 921 | 3 413 | 3 391 | 3 601 | 4 029 | 4 329 | 4 906 | 5 561 | 5 930 | 6 864 | 7 867 | 7 345 | 7 538 | 7 378 | 7 087 | 6 971 |
| Para los censos de 1962 a 1999 la población legal corresponde a la población sin duplicidades (Fuente: INSEE [Consultar]) |       |       |       |       |       |       |       |       |       |       |       |       |       |       |       |       |       |       |       |       |       |       |       |       |       |       |       |       |       |       |       |       |       |

## Comunas limítrofes
- Billère y Pau al norte
- Laroin y Saint-Faust al oeste
- Gan al sur
- Gelos al este.

## Historia
En 1385 Jurançon estaba habitado por 54 familias y en 1549 por 92 familias.

## Economía
La comuna forma parte de la zona de denominación de origen controlada del vino de Jurançon. A partir del siglo XIX llegaron una gran masa de trabajadores del metal, así como del hierro. La contaminación derivada de tal actividad  daño la producción vinícola.

## Ciudades hermanadas
- Borja  España